# Kevin Quintilio
Kevin Quintilio (* 2. April 1973 in Edmonton) ist ein ehemaliger kanadischer Biathlet.
Kevin Quintilio lebt in Edmonton und arbeitet als Wald-Feuerwehrmann. Er gab früh in der Saison 1992/93 sein Debüt im Biathlon-Weltcup und wurde in Oberhof 68. eines Einzels. Erste internationale Meisterschaft wurden die Biathlon-Weltmeisterschaften 1995 in Antholz, wo der Kanadier 75. des Einzels, 50. des Sprints und als Startläufer mit Steve Cyr, Jean Paquet und Tony Fiala 16. im Staffelrennen wurde. In der folgenden Saison erreichte Quintilio als 23. eines Sprints in Antholz seine erste und einzige Platzierung in den Weltcup-Punkten. Saisonhöhepunkt wurden die Biathlon-Weltmeisterschaften 1996 in Ruhpolding. Im Einzel kam er auf den 47. Platz, wurde 64. des Sprints und mit Fiala, Paquet und Cyr 14. des Staffelrennens. Zum Abschluss und Höhepunkt der Karriere wurden die Olympischen Winterspiele 1998 in Nagano. Bei den Wettbewerben in Nozawa Onsen erreichte er den 64. Platz im Einzel und den 66. Rang im Sprint. Eine kanadische Staffel war nicht am Start.

## Weltcup-Platzierungen
Die Tabelle zeigt alle Platzierungen (je nach Austragungsjahr einschließlich Olympische Spiele und Weltmeisterschaften).
- 1.–3. Platz: Anzahl der Podiumsplatzierungen
- Top 10: Anzahl der Platzierungen unter den ersten zehn (einschließlich Podium)
- Punkteränge: Anzahl der Platzierungen innerhalb der Punkteränge (einschließlich Podium und Top 10)
- Starts: Anzahl gelaufener Rennen in der jeweiligen Disziplin

| Platzierung                                                                             | Einzel | Sprint | Verfolgung | Massenstart | Team | Staffel | Gesamt |
| --------------------------------------------------------------------------------------- | ------ | ------ | ---------- | ----------- | ---- | ------- | ------ |
| 1. Platz                                                                                |        |        |            |             |      |         |        |
| 2. Platz                                                                                |        |        |            |             |      |         |        |
| 3. Platz                                                                                |        |        |            |             |      |         |        |
| Top 10                                                                                  |        |        |            |             |      |         |        |
| Punkteränge                                                                             |        | 1      |            |             |      | 3       | 4      |
| Starts                                                                                  | 19     | 22     |            |             |      | 3       | 44     |
| Stand: Karriereende, einschließlich WM und Olympia, Daten möglicherweise nicht komplett |        |        |            |             |      |         |        |